# Teutoburgerwoud
Het Teutoburgerwoud (Duits: Teutoburger Wald) is een bergrug die van het laagste punt bij Bevergern in oostelijke en zuidoostelijke richting oploopt naar het hoogste punt, de Barnacken (446 m) bij Horn-Bad Meinberg. Het gebied strekt zich uit over de deelstaten Nedersaksen en Noordrijn-Westfalen.
Grote delen van dit gebied maken deel uit van een zgn. Naturpark, (ongeveer: landschapspark) een in Duitsland gebruikelijke aanduiding voor een gebied, waar natuurbeschermende maatregelen gelden. Die maatregelen zijn overigens minder streng dan in een Naturschutzgebiet (natuurreservaat). In het zuidoosten gaat de bergrug naadloos over in het Eggegebergte, het onderscheid tussen beide is puur administratief en historisch.
De Naturparks die een deel van het Teutoburger Wald omvatten zijn:
- ten noordwesten van Bielefeld: Natur- und Geopark TERRA.vita (1.220 km²) (vroegere naam: Naturpark Nördlicher Teutoburger Wald-Wiehengebirge); het Wiehengebergte behoort hier ook toe. Dit Naturpark heeft in 2015, voorlopig tot 2023, van UNESCO een bijzondere status (als UNESCO Global Geopark) gekregen. Tot dit Natur- und Geopark TERRA.vita behoort ook de heuvelrug Ankumer Höhe, vermoedelijk een stuwwal uit de Saale-ijstijd, ten noordwesten van Bramsche.
- ten zuidoosten van Bielefeld: Naturpark Teutoburger Wald/Eggegebirge (2.711 km²), met inbegrip van het Eggegebergte (vroegere naam: Naturpark Eggegebirge und südlicher Teutoburger Wald)

De bergrug heet van oorsprong de Osning. Deze naam is echter aan het begin van de 19e eeuw gewijzigd als gevolg van (naar nu blijkt onjuiste) interpretaties van het verslag van de Slag bij het Teutoburgerwoud, de veldslag in het jaar 9 waarbij het Romeinse leger werd verslagen door de Germaanse veldheer Arminius, hoofdman der Cherusken zoals hij bij de Germanen bekendstond. Deze slag vond plaats bij een plaats die de Teutoburg werd genoemd en in het Latijn als Saltus Teutoburgiensis  werd aangeduid. Men veronderstelde dat dit in de buurt van Bielefeld moest zijn gebeurd en hernoemde daarop de Osning in het Teutoburgerwoud. Ondertussen is bekend dat deze slag zich zo'n 50 km noordelijker, nabij Kalkriese onder Bramsche heeft afgespeeld.
Het gebergte is zo'n 105 km lang. Enkele bekende plekken in het gebergte zijn:
- de rotsformatie de Dörenther Klippen, met de rots het Hockendes Weib ten westen van Tecklenburg
- het stadje Tecklenburg
- de Teutberg (ook wel Grotenburg genoemd) met het Hermannsdenkmal
- de rotsformatie de Externsteine.

De Hermannsweg is een bekend wandelpad dat over de toppen van de bergrug loopt.

## Afbeeldingen

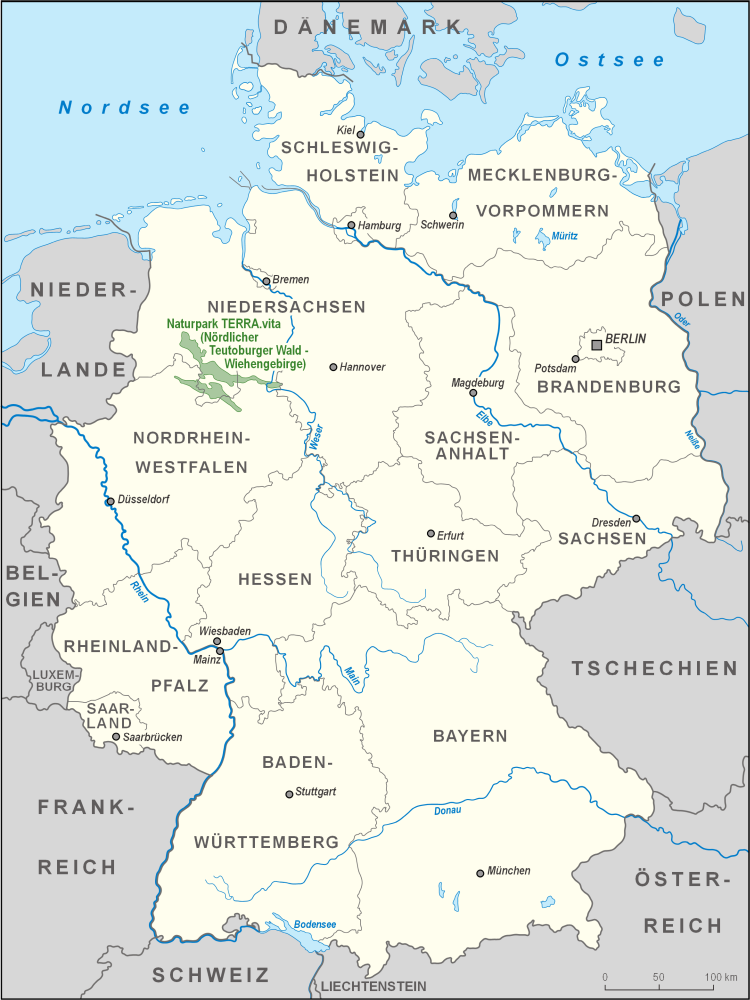
Kaart van Naturpark TERRA.vita
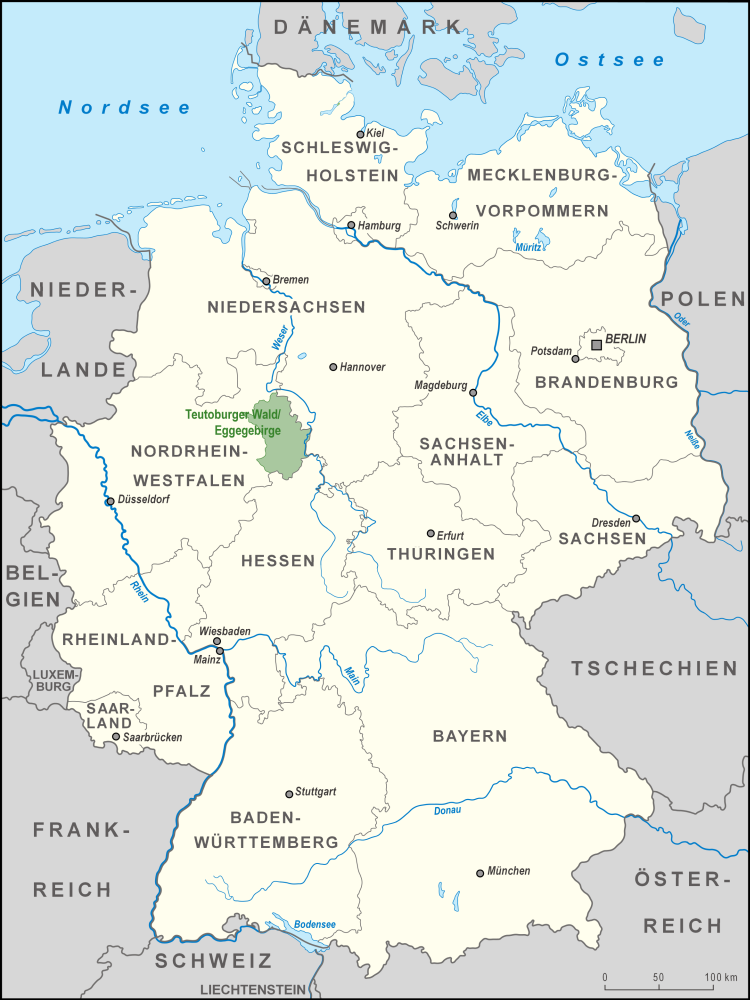
Kaart van Naturpark Teutoburger Wald/Eggegebirge
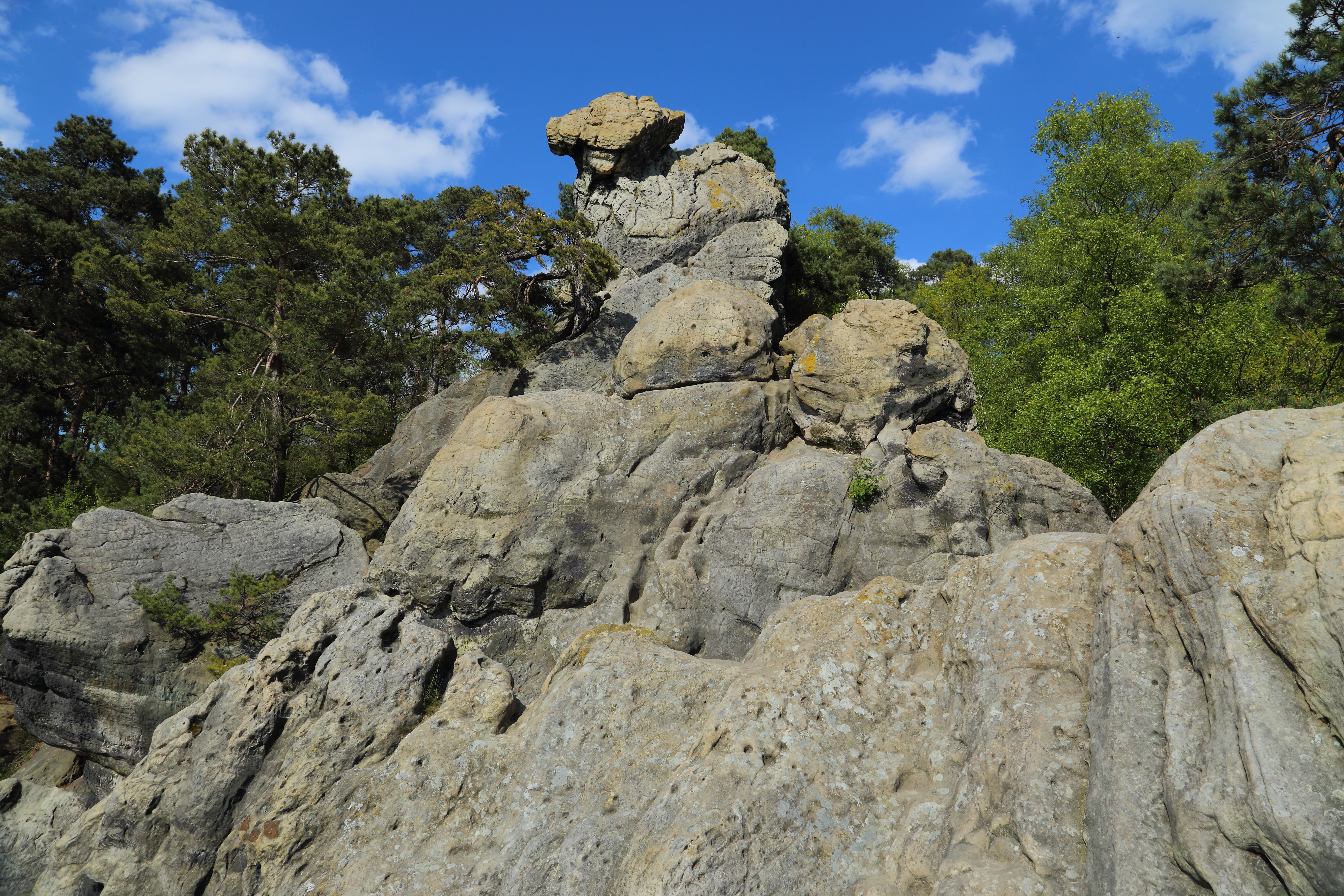
Dörenther Klippen, de rotsformatie Hockendes Weib (hurkende vrouw)
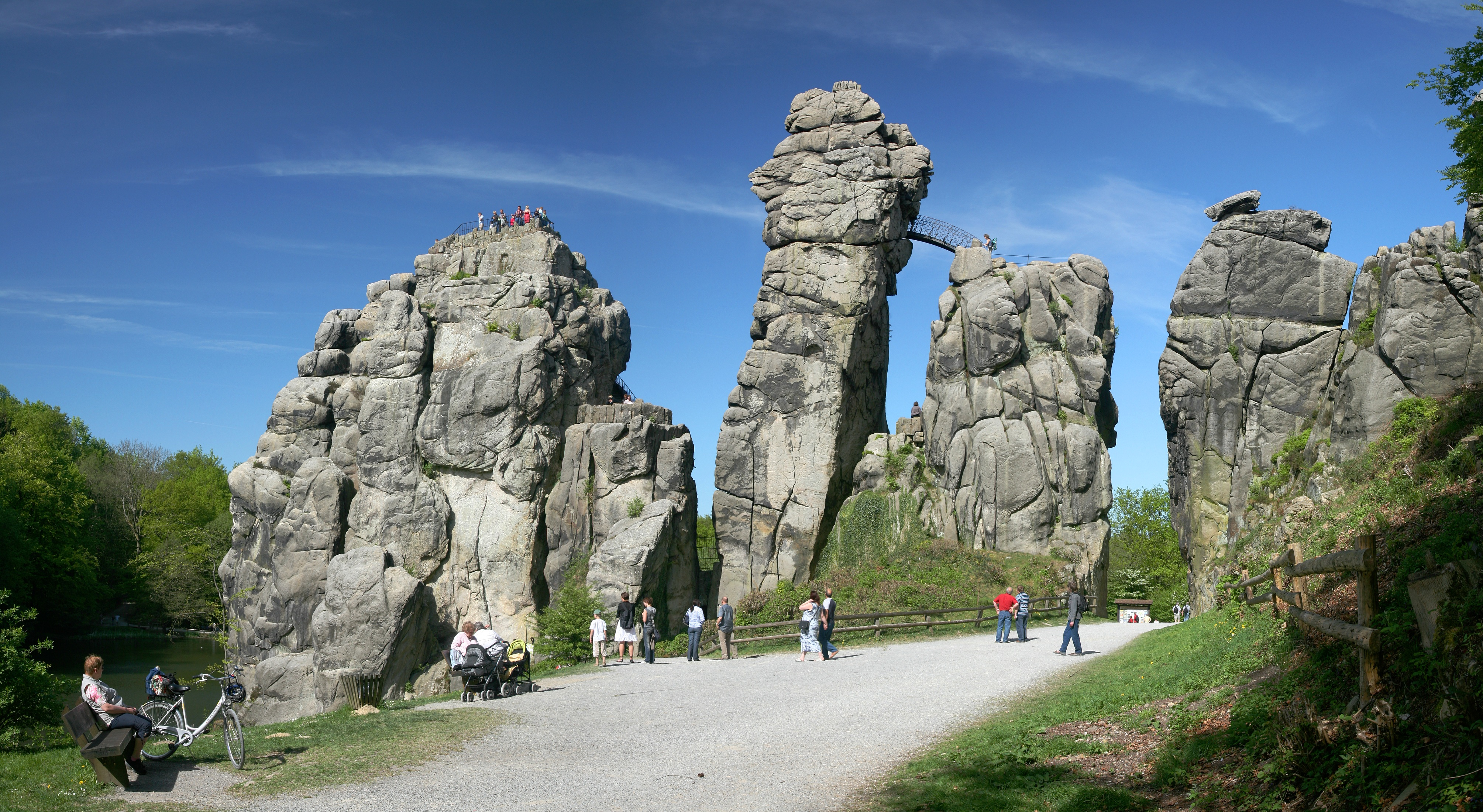
De Externsteine
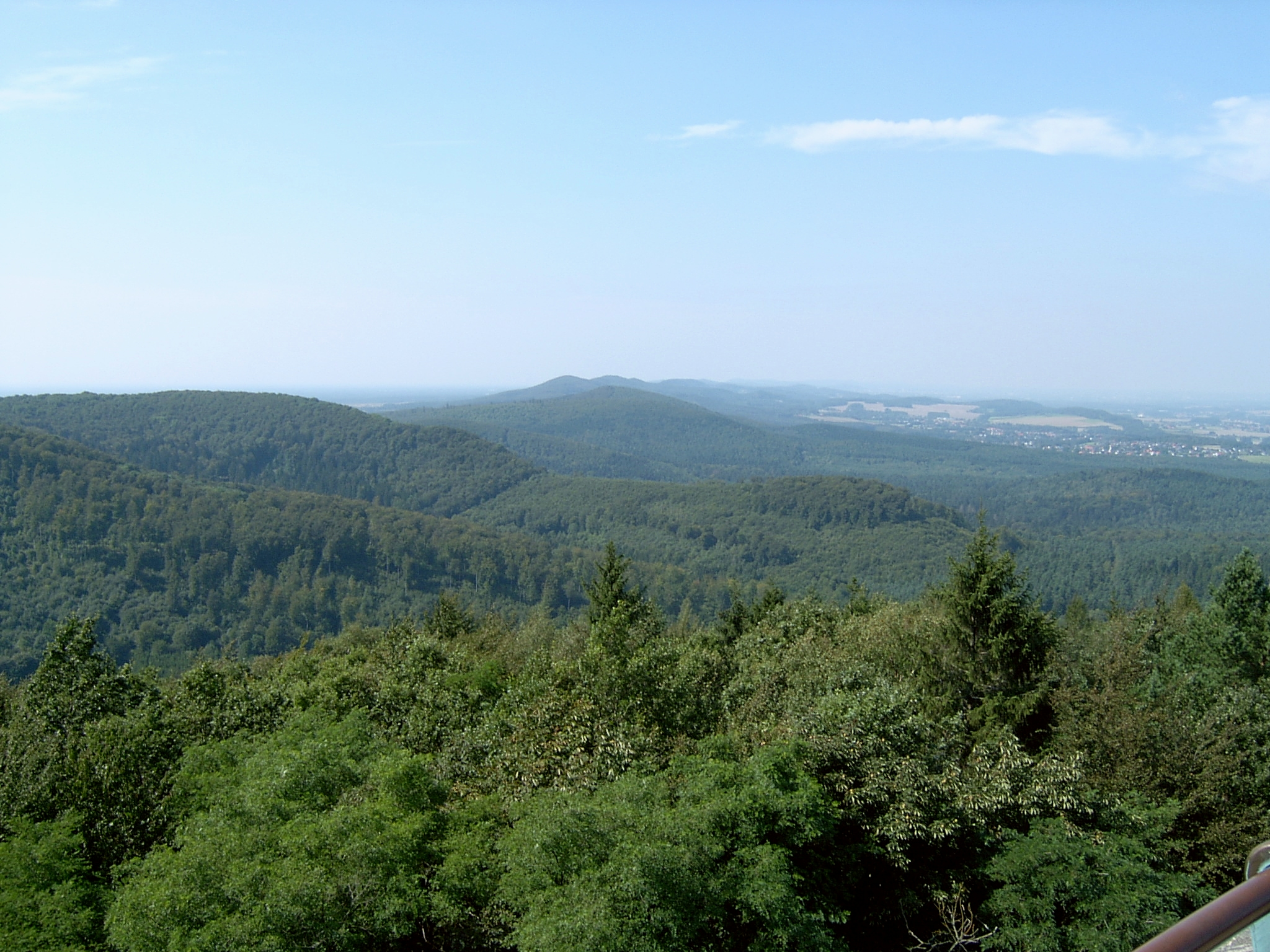
Uitzicht vanaf het Hermannsdenkmal
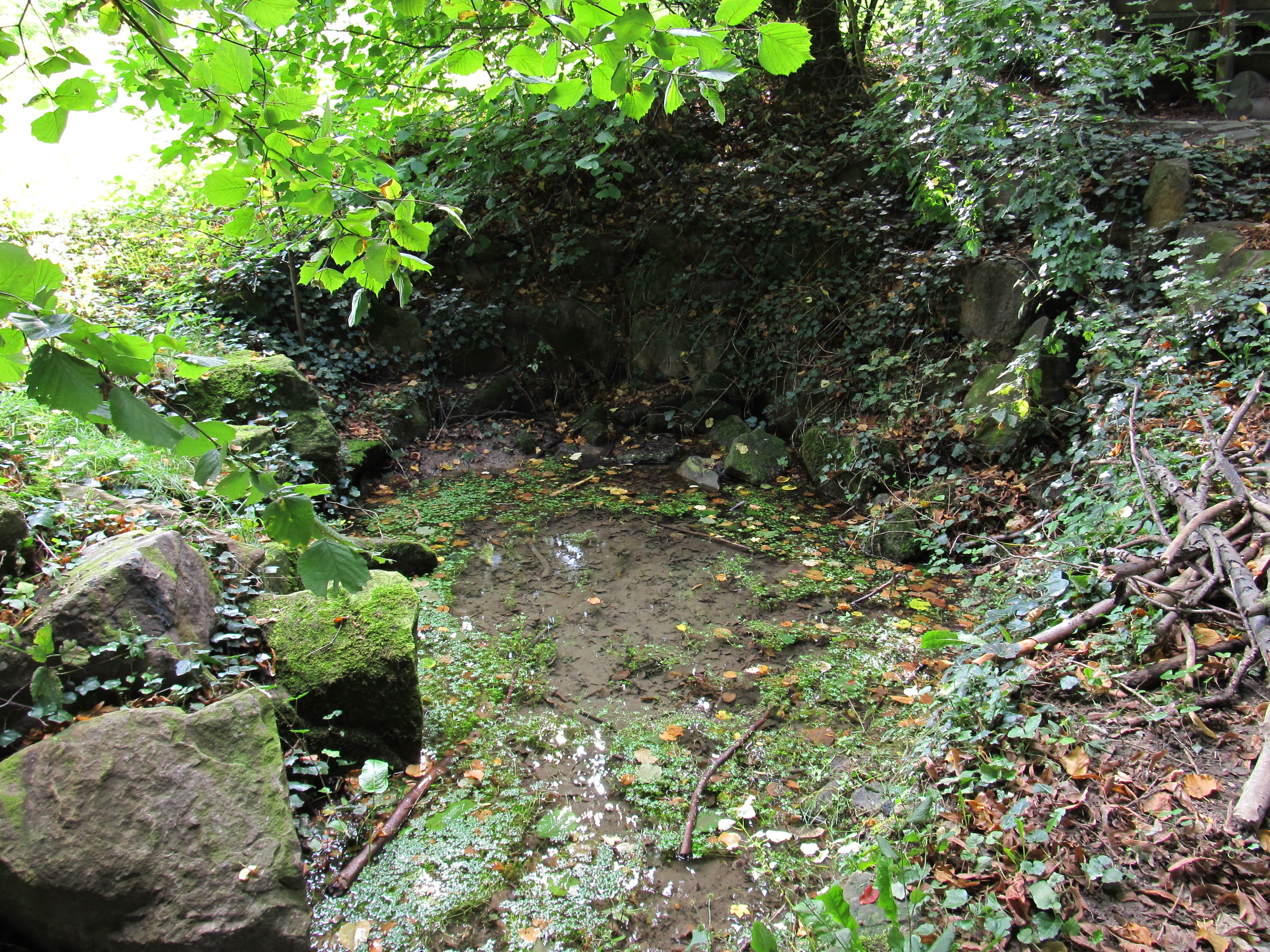
Bron van de Hase (zijrivier v.d. Eems), in het Puschkental
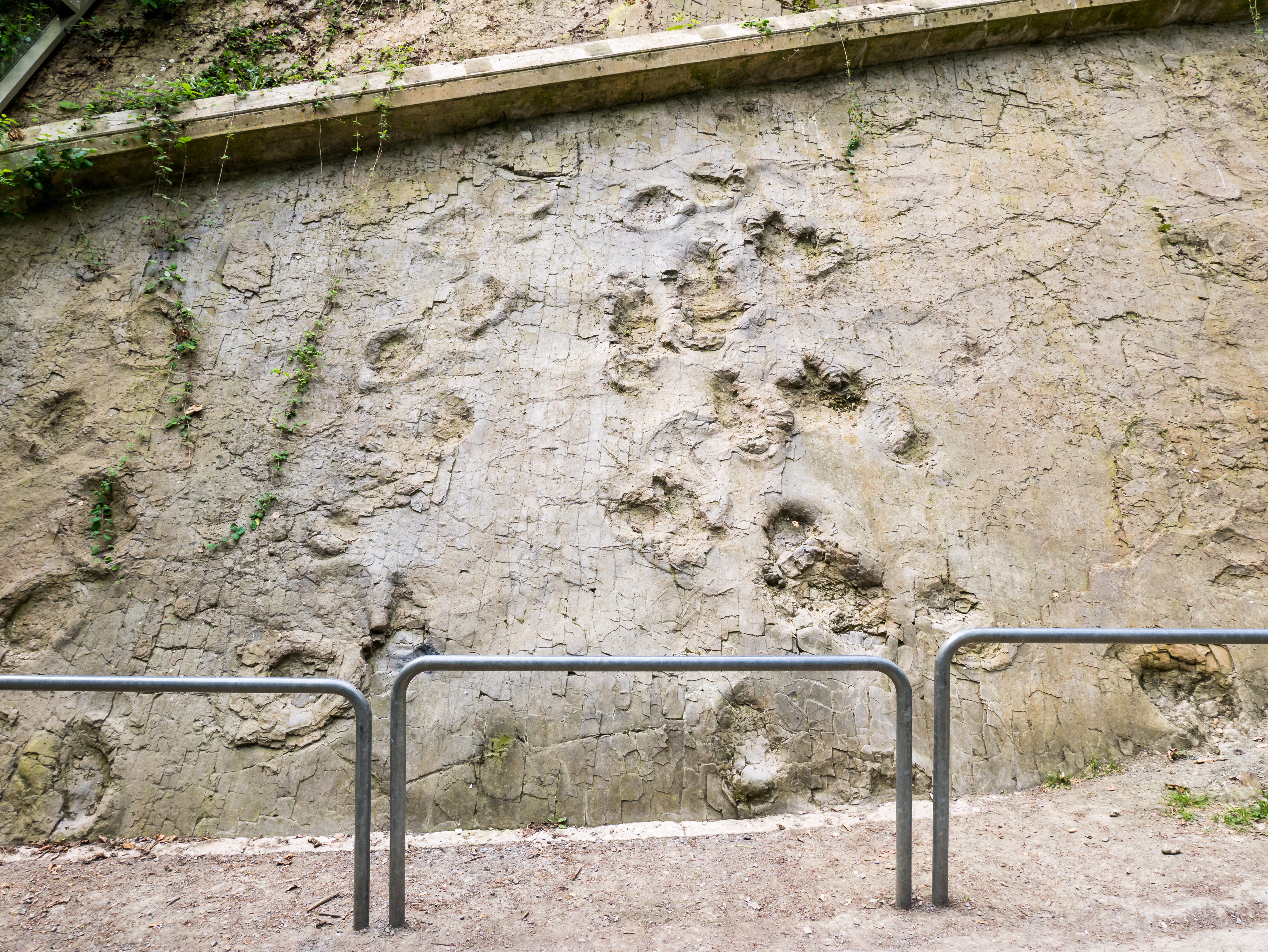
Sporen van dinosauriërs te Barkhausen, gem. Bad Essen
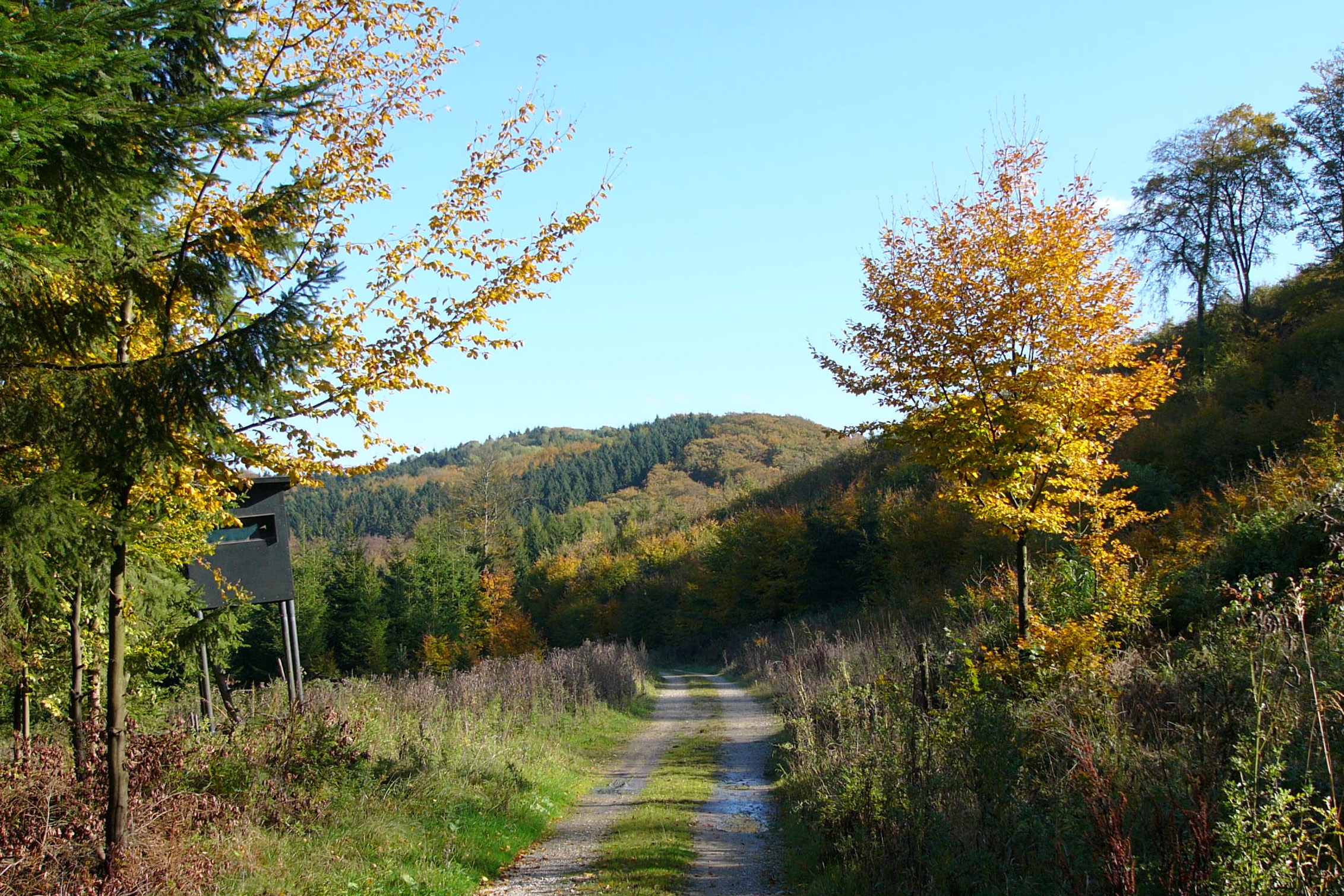
Hermannsberg